# Dżubb Hasan Agha
Dżubb Hasan Agha (arab. جب حسن آغا) – wieś w Syrii, w muhafazie Aleppo, w dystrykcie Manbidż. W 2004 roku liczyła 852 mieszkańców.